# Mare Desiderii
Mare Desiderii ("Mar dos Desejos") era uma área da Lua nomeada quando Luna 3 retornou as primeiras imagens do Lado Oculto da Lua. O nome e derivado do russo Море Мечты, Mechta ("Sonho") sendo o nome original da nave Luna 1.
Posteriormente foi descoberto ser na verdade uma composição do Mare Ingenii (Mar da Ingenuidade) com outras crateras de impactos. Hoje em dia a IAU nao reconhece o nome Mare Desiderii.